# Ferrovia ad alta velocità di Taiwan
La ferrovia ad alta velocità di Taiwan (台灣高速鐵路T, Táiwān Gāosù TiělùP), chiamata anche THSR (dall'inglese Taiwan High Speed Rail), è una linea ferroviaria.
IL THSR adotta la tecnologia giapponese degli Shinkansen e usa delle vetture denominate Treno Taiwan High Speed 700T, costruite basandosi sulla Shinkansen Serie 700 da un consorzio di industrie giapponesi, tra cui le Kawasaki Heavy Industries. Il costo totale del progetto è stimato in circa 15 miliardi di USD, rendendo il progetto uno dei più costosi della storia del Paese. I treni espressi possono viaggiare a 300 km/h, collegando Taipei a Kaohsiung in circa 90 minuti, al posto delle 4 h e 30 min richieste dai treni normali, mentre i treni che si fermano nelle stazioni lungo il percorso impiegano circa due ore. La compagnia che gestisce la linea e i convogli è la Taiwan High Speed Rail Corporation, guidata dall'amministratore delegato Chin-der Ou (歐晉德) e dal presidente Nita Ing (殷琪).

Il simbolo della società ferroviaria

## Storia
I primi studi per una linea ferroviaria ad alta velocità in Taiwan risalgono ai primi anni ottanta, ma il primo progetto ufficiale per un treno AV che collega Taipei a Kaohsiung vedrà la luce solo dieci anni dopo ad opera del ministro dei trasporti. Il progetto venne approvato dal governo del Paese nel 1992 e dal parlamento nel 1993. Al termine di un lungo dibattito si scelse, dato l'alto costo, di finanziarlo privatamente e a questo scopo venne costituita la Taiwan High Speed Rail Corporation (THSRC) nel maggio 1998.
Inizialmente venne scelta la tecnologia dell'InterCityExpress (ICE) come nucleo del THSR; tuttavia due eventi fecero ritornare i dirigenti della THSRC sui loro passi, il primo fu il grave incidente di Eschede che costò la vita a oltre 100 persone con altrettanti feriti nel 1998, e il secondo fu il grande terremoto di Chichi il 21 settembre 1999. Di fronte a quest'ultimo disastro naturale i dirigenti taiwanesi scelsero di optare per l'avanzatissima tecnologia anti-sismica degli Shinkansen giapponesi, dotati fin dal 1992 del sistema "UrEDAS" (Urgent Earthquake Detection and Alarm System).
La costruzione iniziò nel marzo 2000 e il primo test di corsa avvenne nel gennaio del 2005, durante questo test il convoglio raggiunse e superò l'obbiettivo dei 300 km/h e dei 315 km/h.
Il 5 gennaio 2007 il tratto tra Banqiao (Taipei) and Zuoying (Kaohsiung) venne aperto al pubblico. Il binario per la linea ad alta velocità nella stazione centrale di Taipei venne inaugurato il 2 marzo 2007.
Alcune delle compagnie riunite nel consorzio del THSR hanno vinto nel 2005 un altro concorso per la costruzione di un collegamento ferroviario rapido tra la stazione centrale di Taipei e l'Aeroporto internazionale di Taiwan Taoyuan.

## Controversie
Il progetto è stato oggetto di diverse critiche, la prima e più importante riguarda il grande costo dei lavori stimato in 15 miliardi di dollari americani, corrispondenti a circa 650 $ per ogni uomo, donna e bambino di Taiwan. Nonostante sia stato finanziato privatamente la THSRC ha fallito nell'intento di raggiungere da sola la somma necessaria. Inoltre tre convogli sono deragliati durante i test nel novembre 2006, questo ha fatto sorgere diversi dubbi sull'effettiva qualità dei lavori effettuati.
I sostenitori del progetto credono che il THSR possa alleviare la congestione del traffico su alcune strade, portando vantaggi grazie alla rapidità dei trasporti e alla diminuzione dell'inquinamento; il New York Times ha riportato che un treno carico impiega 1/6 dell'energia che si dovrebbe usare trasportando su gomma lo stesso quantitativo di merci o passeggeri, rilasciando nell'aria solo 1/9 di anidride carbonica del trasporto su gomma.
Nel marzo 2008, il THSR occupava 89 guidatori, di questi però solo 54 era di nazionalità taiwanese, il resto proveniva dal resto del mondo (soprattutto Francia). Questo ha fatto sorgere diverse critiche riguardanti la mancanza di preparazione dei guidatori taiwanesi.
Nonostante i dubbi, il THSR ha effettivamente ridotto il traffico terrestre e aereo nell'isola.

## Servizio

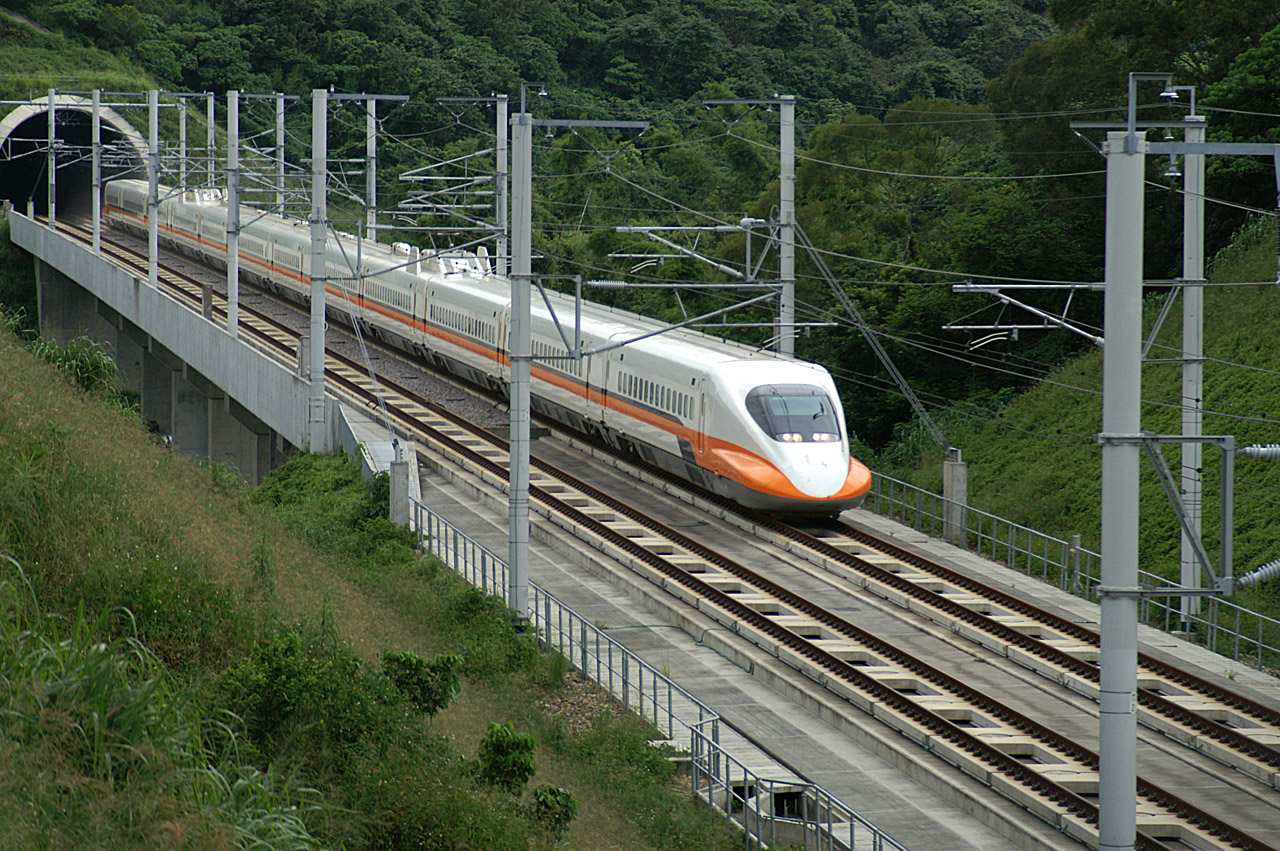
Treno in corsa

Tutti i treni fermano a Taipei, Banqiao e Taichung, le altre fermate sono servite da diversi tipi di convogli.
- Treni numerati 1xx: da Taipei a Zuoying, fermano a Banqiao e Taichung.
- Treni numerati 2xx: da Taipei a Zuoying, fermano a Banqiao, Taichung, e Tainan.
- Treni numerati 3xx: da Taipei a Zuoying, fermano a Banqiao, Taoyuan, Taichung, Changhua, Yunlin, Chiayi, Tainan, e Zuoying.
- Treni numerati 5xx: da Taipei a Taichung, fermano in tutte le stazioni (servizio locale).

Carrozze standard e business sono presenti su ogni treno, con posti a sedere, cuffie audio con intrattenimento e prese elettriche per collegare dispositivi.
Il servizio inizia alle 6:00 e termina alle 24:00.

## Statistiche

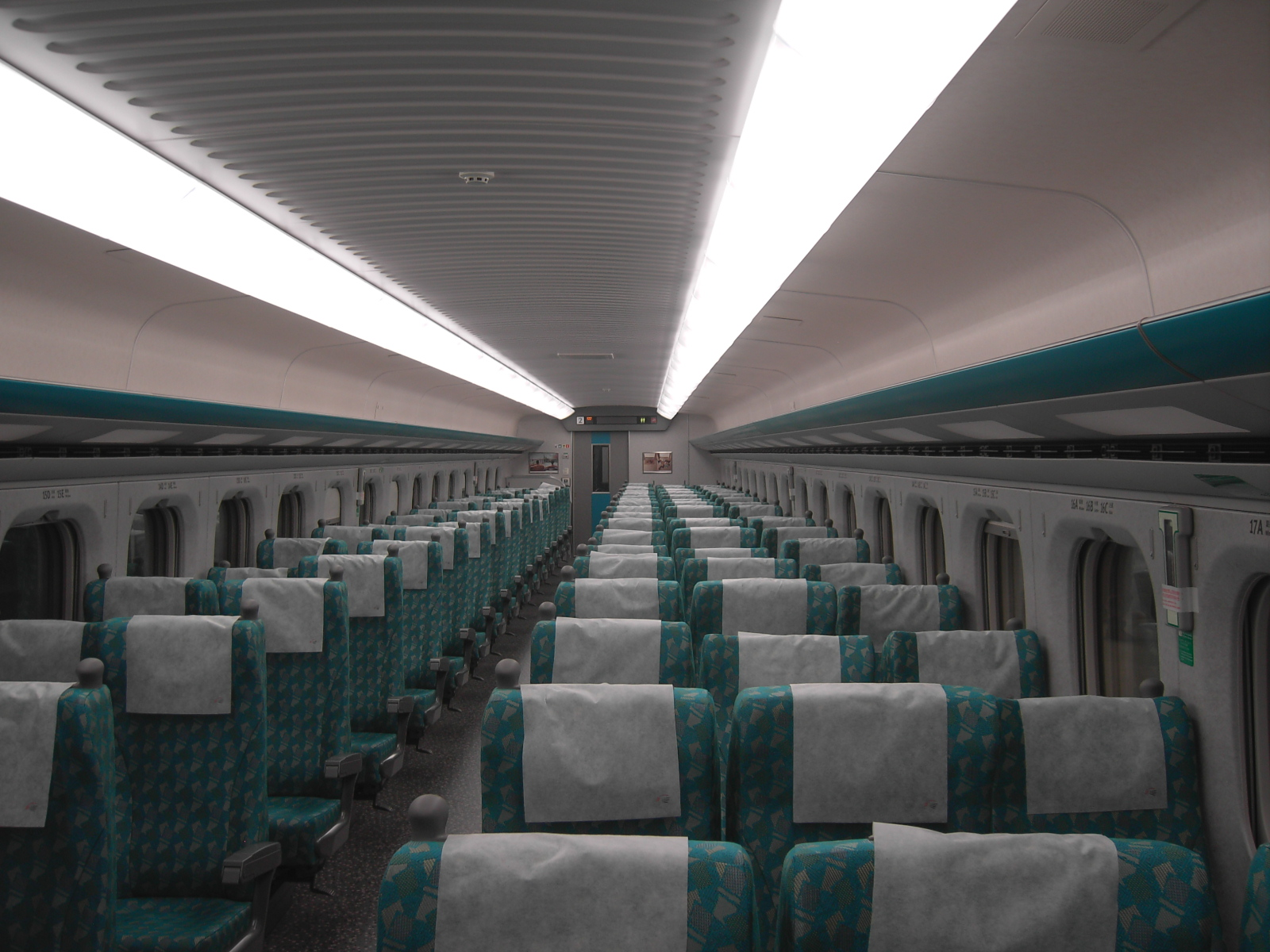
Carrozza Standard

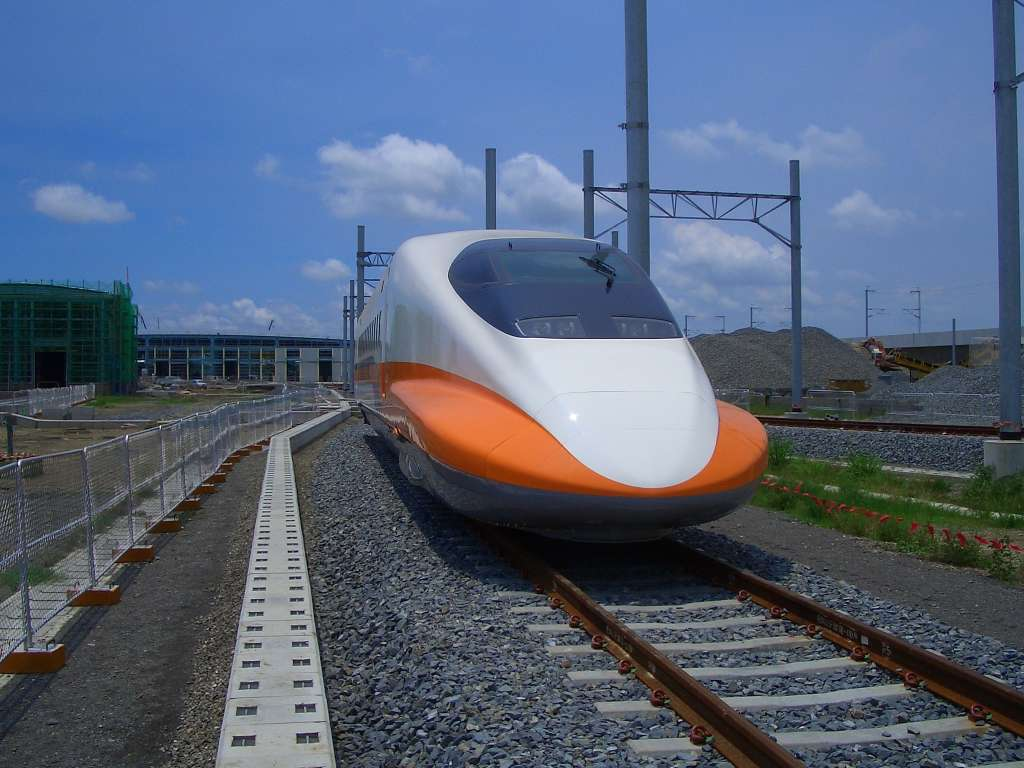
Il Treno Taiwan High Speed 700T

In origine si prevedeva un'utenza di circa 180 000 passeggeri al giorno nel primo periodo, con una crescita a 400 000 nel 2036. Le aspettative sono in seguito state ridotte a 140 000 unità giornaliere per il primo periodo di esercizio. I dati attuali tuttavia vanno abbondantemente sotto le previsioni, infatti nel settembre 2007 (6 mesi dopo l'apertura) il THSR ha trasportato 1,5 milioni di passeggeri al mese cioè circa 50 000 al giorno. Va comunque segnalato che in questo periodo il treno non operava al pieno della sua capacità e la frequenza dei convogli non era quella prevista. Tuttavia nel periodo seguente il numero di convogli è aumentato e di conseguenza anche il numero di utenti.
| Dal               | Treni per giorno |
| ----------------- | ---------------- |
| 5 gennaio 2007    | 38               |
| 31 marzo 2007     | 50               |
| 1º giugno 2007    | 62               |
| 27 luglio 2007    | 74               |
| 14 settembre 2007 | 91               |
| 9 novembre 2007   | 113              |
| 18 gennaio 2008   | 126              |
| 4 luglio 2008     | 140              |
| 1º dicembre 2008  | 142              |

Il 3 giugno 2007 fu trasportato il cinque milionesimo passeggero, il numero 10 milioni fu raggiunto il 26 settembre 2007, il numero 20 milioni il 7 marzo 2008, il numero 30 milioni il 5 luglio 2008, il numero 40 milioni il 23 ottobre 2008.
| Settembre 2007 | 1,5 milioni  |
| ...            | ...          |
| Novembre 2007  | 1,66 milioni |
| Dicembre 2007  | 2 milioni    |
| ...            | ...          |
| Febbraio 2008  | 2,09 milioni |
| Marzo 2008     | 2,31 milioni |
| ...            | ...          |
| Maggio 2008    | 2,6 milioni  |
| ...            | ...          |
| Luglio 2008    | 2,81 milioni |

L'ultimo dato rilevato riporta un valore di circa 90 700 utenti al giorno. Il THSR stabilì un proprio record il 6 aprile 2008 trasportando 132 000 utenti con 130 treni.
Nel primo anno di operazioni (al 31 dicembre 2007) il THSR è arrivato in orario nel 99,46% dei casi trasportando 15,55 milioni di passeggeri. A metà luglio del 2008 il numero dei passeggeri è già abbondantemente superiore a quello del 2007.

## Ricavi
| Gennaio 2007  | NT$ 598 milioni       |
| Febbraio 2007 | NT$ 670 milioni       |
| Marzo 2007    | NT$ 867,659 milioni   |
| Aprile 2007   | NT$ 1.030 milioni     |
| Maggio 2007   | NT$ 1.150 milioni     |
| ...           | ...                   |
| Luglio 2007   | NT$ 1.282,161 milioni |
| ...           | ...                   |
| Gennaio 2008  | NT$ 1.550,991 milioni |
| Febbraio 2008 | NT$ 1.728,569 milioni |
| Marzo 2008    | NT$ 1.903,876 milioni |
| ...           | ...                   |
| Giugno 2008   | NT$ 1.875,92 milioni  |
| Luglio 2008   | NT$ 2.038,35 milioni  |

## Caratteristiche
| Unknown route-map component "extKBHFa" |

| Unknown route-map component "tKBHFxa" |

| Unknown route-map component "tBHF" |

| Unknown route-map component "tBHF" |

| Unknown route-map component "tSTRe" |

| Unknown route-map component "hSTRa" |

| Unknown route-map component "hBHF" |

| Unknown route-map component "ehBHF" |

| Unknown route-map component "hBHF" |

| Unknown route-map component "ehBHF" |

| Unknown route-map component "ehBHF" |

| Unknown route-map component "hBHF" |

| Unknown route-map component "hBHF" |

| Unknown route-map component "hSTRe" |

| Unknown route-map component "KBHFxe" |

| Unknown route-map component "extSTRa" |

| Unknown route-map component "extKBHFe" |

Legenda:

● Indica la sosta

｜ Indica il transito senza sosta
| Stazione          | Hanzi | Distanza(km) | Fermata | Fermata | Fermata | Fermata | Fermata | Luogo              | Luogo                   |
| Stazione          | Hanzi | Distanza(km) | 1xx     | 2xx     | 3xx     | 6xx     | 8xx     | Luogo              | Luogo                   |
| ----------------- | ----- | ------------ | ------- | ------- | ------- | ------- | ------- | ------------------ | ----------------------- |
| Nangang           | 南港  | 0,0          |         |         |         |         |         | Taipei             | Distretto di Nangang    |
| Taipei            | 台北  | 9,7          | ●       | ●       | ●       | ●       | ●       | Taipei             | Distretto di Zhongzheng |
| Banqiao           | 板橋  | 17,5         | ●       | ●       | ●       | ●       | ●       | Nuova Taipei       | Banqiao                 |
| Taoyuan           | 桃園  | 42,2         | ｜      | ｜      | ●       | ●       | ●       | Taoyuan            | Zhongli                 |
| Hsinchu           | 新竹  | 72,1         | ｜      | ｜      | ｜      | ●       | ●       | Contea di Hsinchu  | Zhubei                  |
| Miaoli            | 苗栗  | 104,8        | ｜      | ｜      | ｜      | ｜      | ●       | Contea di Miaoli   | Houlong                 |
| Taichung          | 台中  | 165,7        | ●       | ●       | ●       | ●       | ●       | Taichung           | Wuri                    |
| Changhua          | 彰化  | 193,8        | ｜      | ｜      | ●       | ｜      | ●       | Contea di Changhua | Tianzhong               |
| Yunlin            | 雲林  | 218,4        | ｜      | ｜      | ●       | ｜      | ●       | Contea di Yunlin   | Huwei                   |
| Chiayi            | 嘉義  | 251,5        | ｜      | ｜      | ●       | ●       | ●       | Contea di Chiayi   | Taibao                  |
| Tainan            | 台南  | 313,8        | ｜      | ●       | ●       | ●       | ●       | Tainan             | Guiren                  |
| Zuoying           | 左營  | 345,2        | ●       | ●       | ●       | ●       | ●       | Kaohsiung          | Distretto di Zuoying    |
| Pingtung (futura) | 屏東  |              | ●       |         |         |         |         | Contea di Pingtung | Pingtung                |

## Galleria d'immagini

### Treni

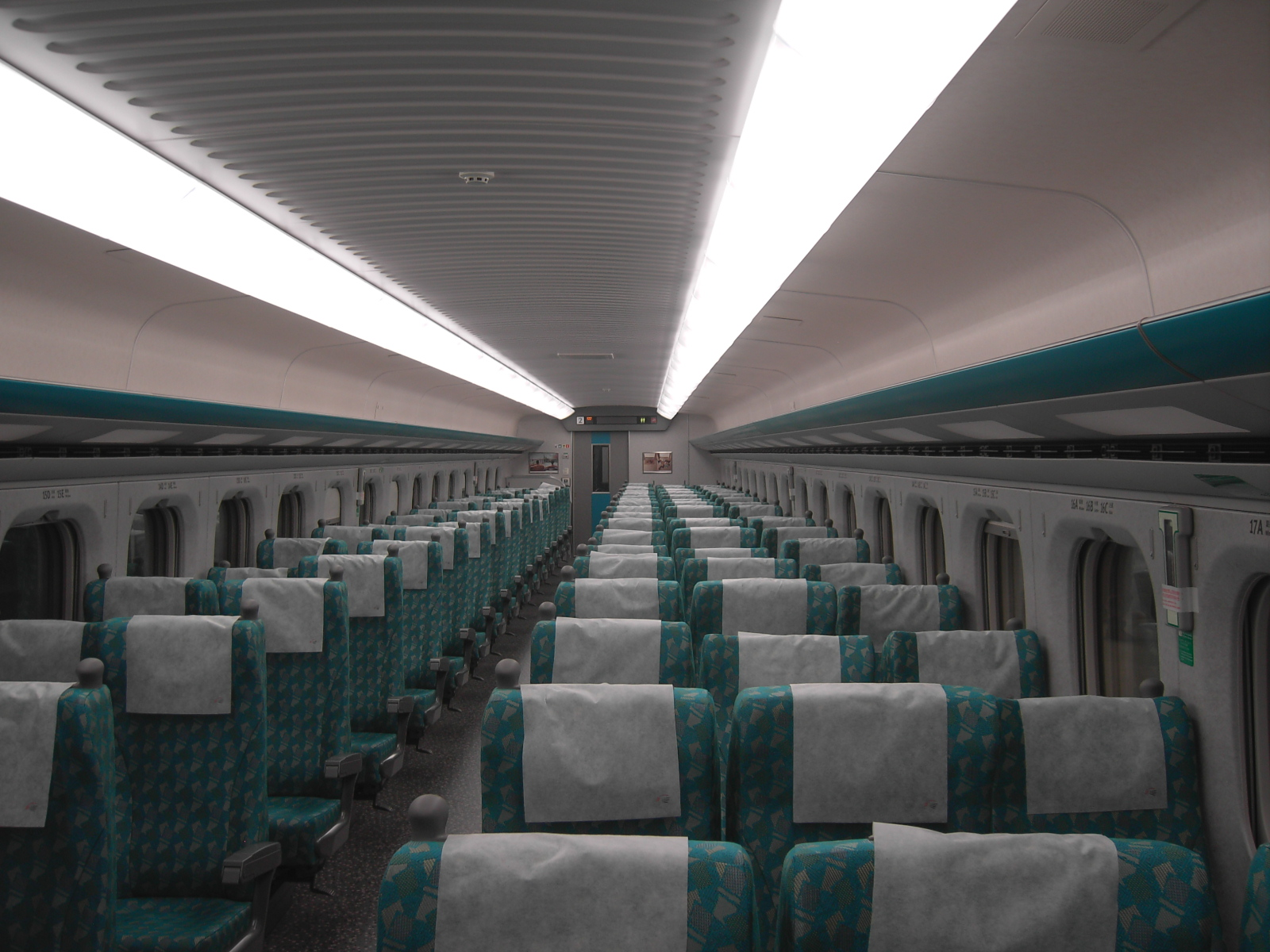
Interni di una carrozza standard.
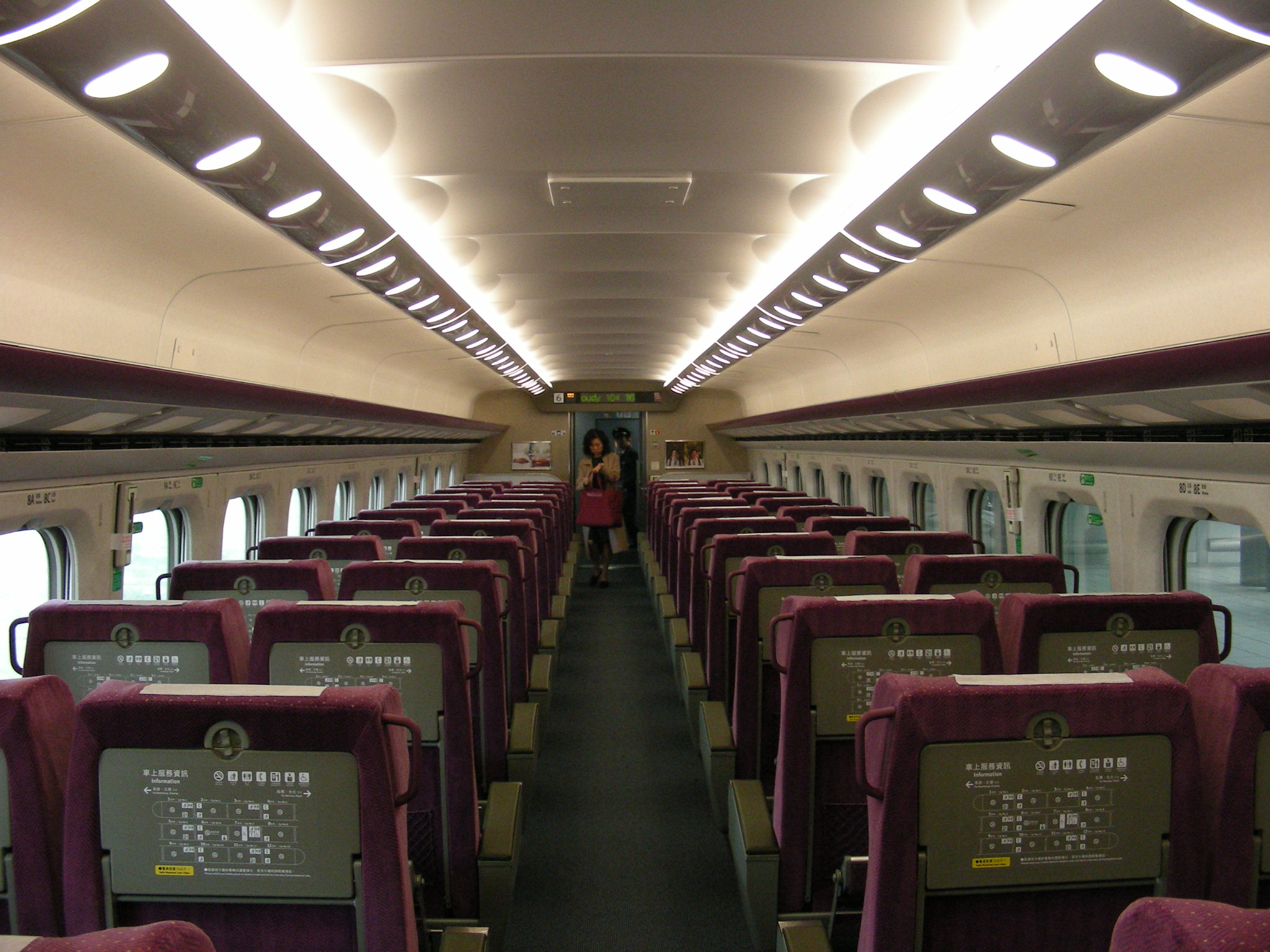
Interni di una carrozza Business.
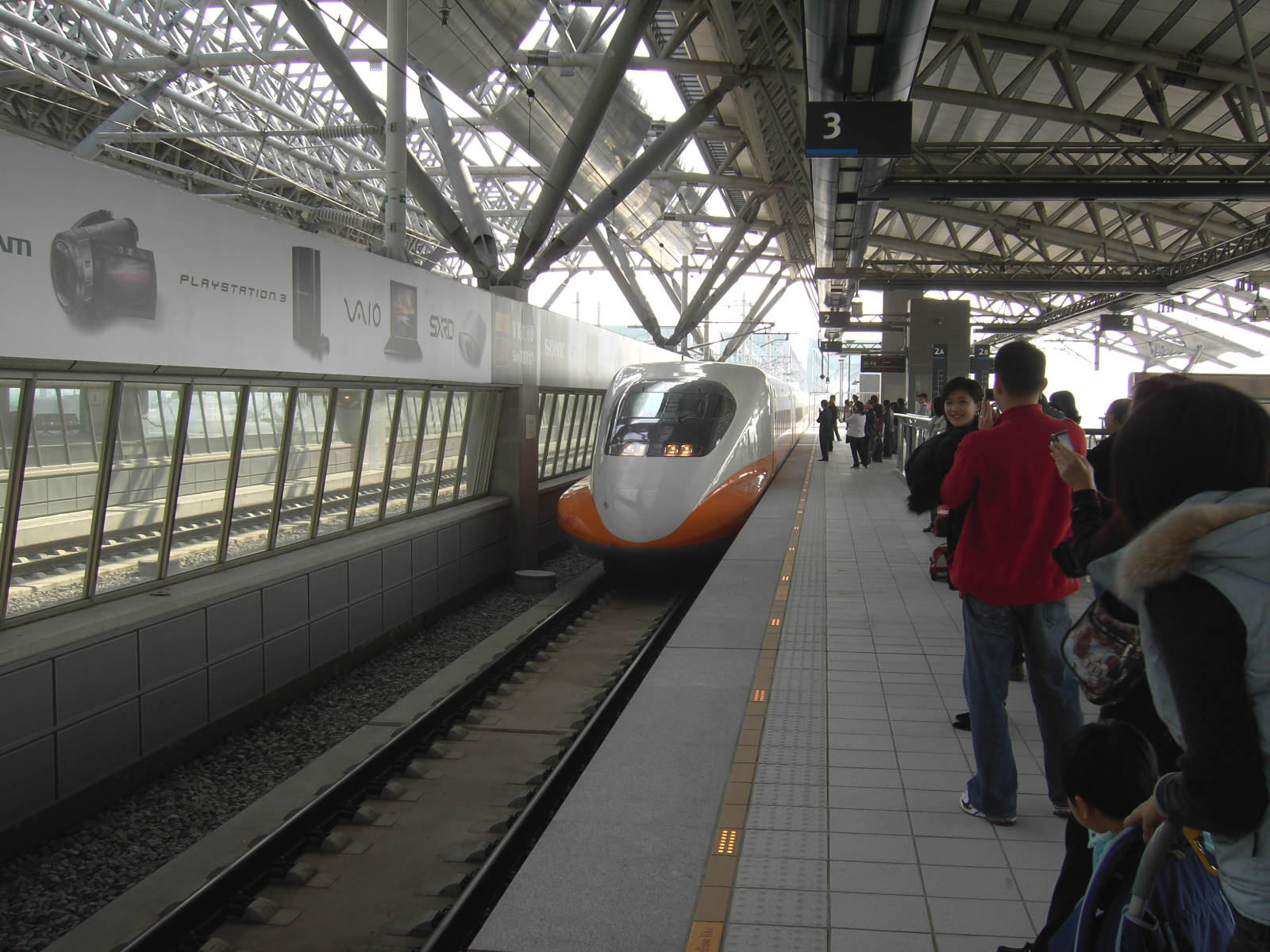
Treno in entrata alla stazione di Taichung.
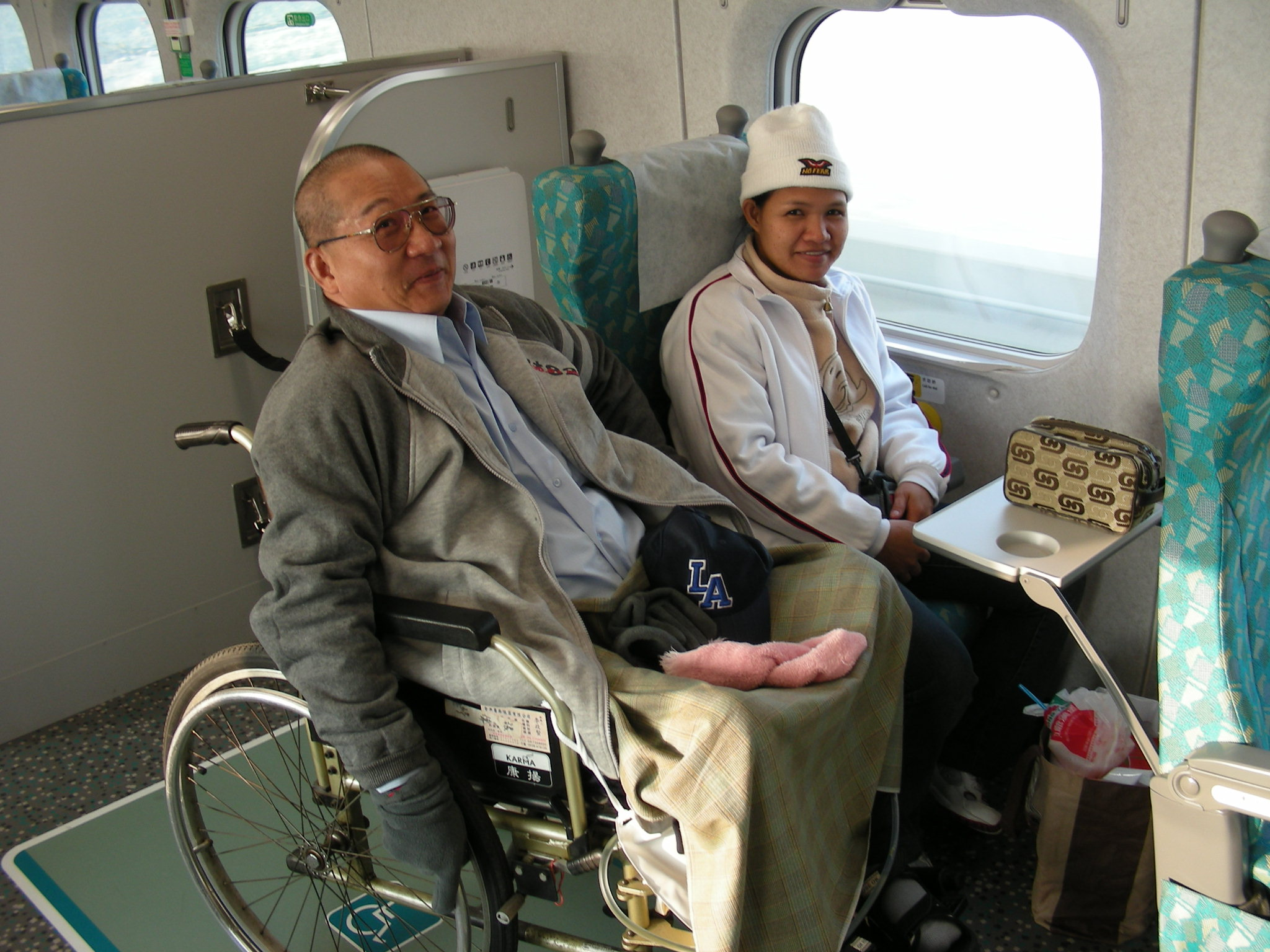
Sedili per disabili.
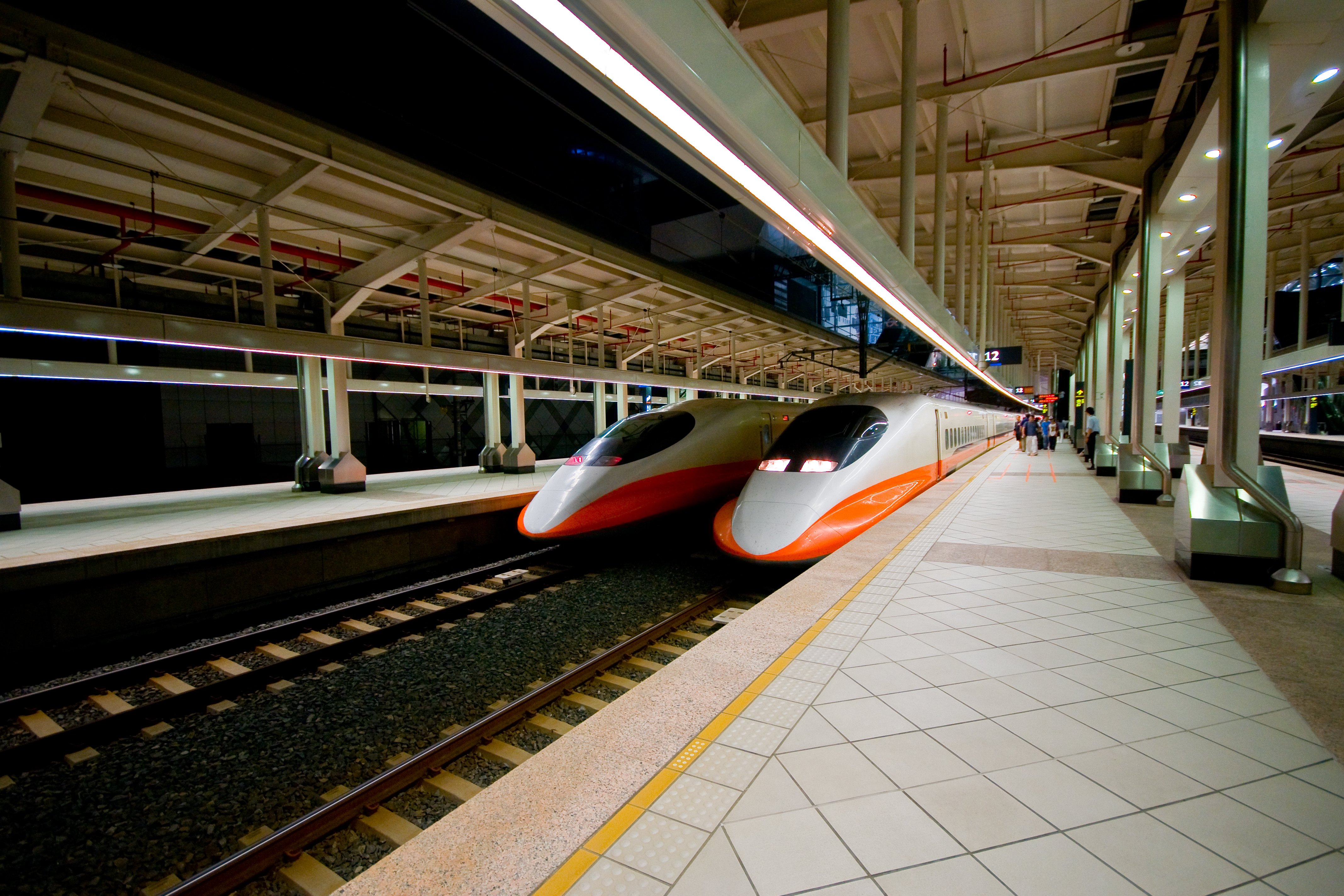
Due 700T alla stazione di Zuoying

### Stazioni

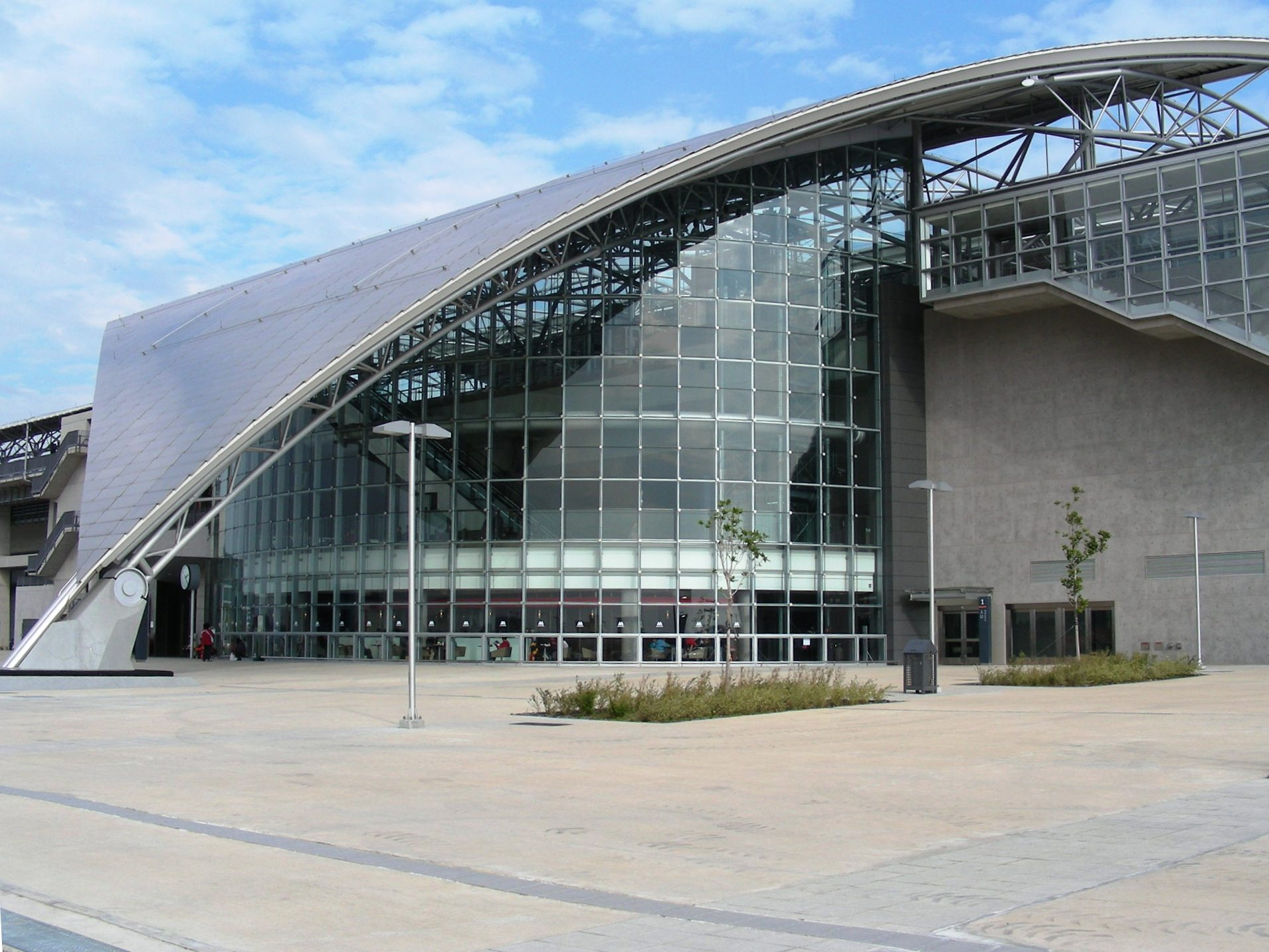
THSR stazione di Hsinchu.
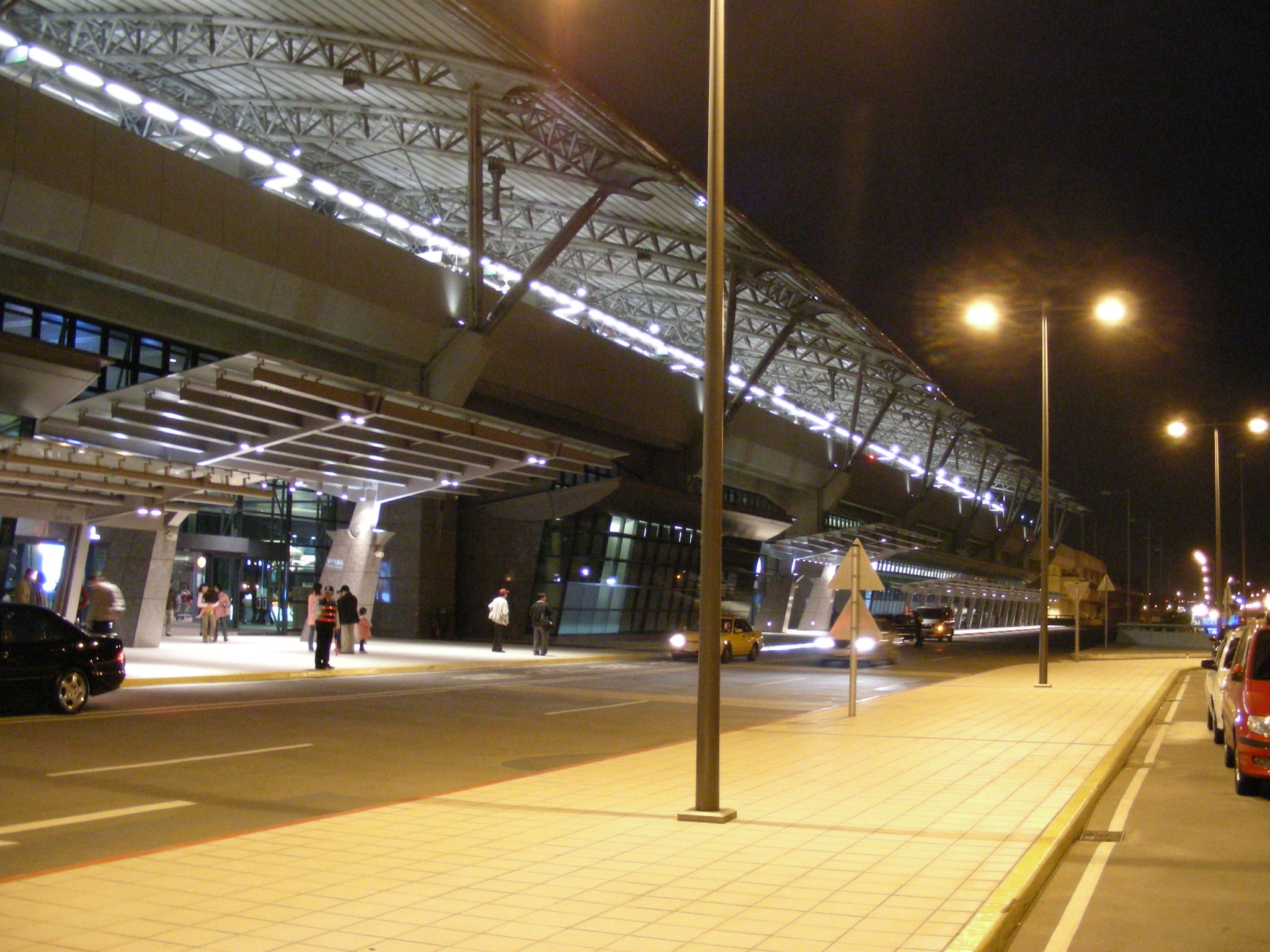
THSR stazione di Taichung di notte.
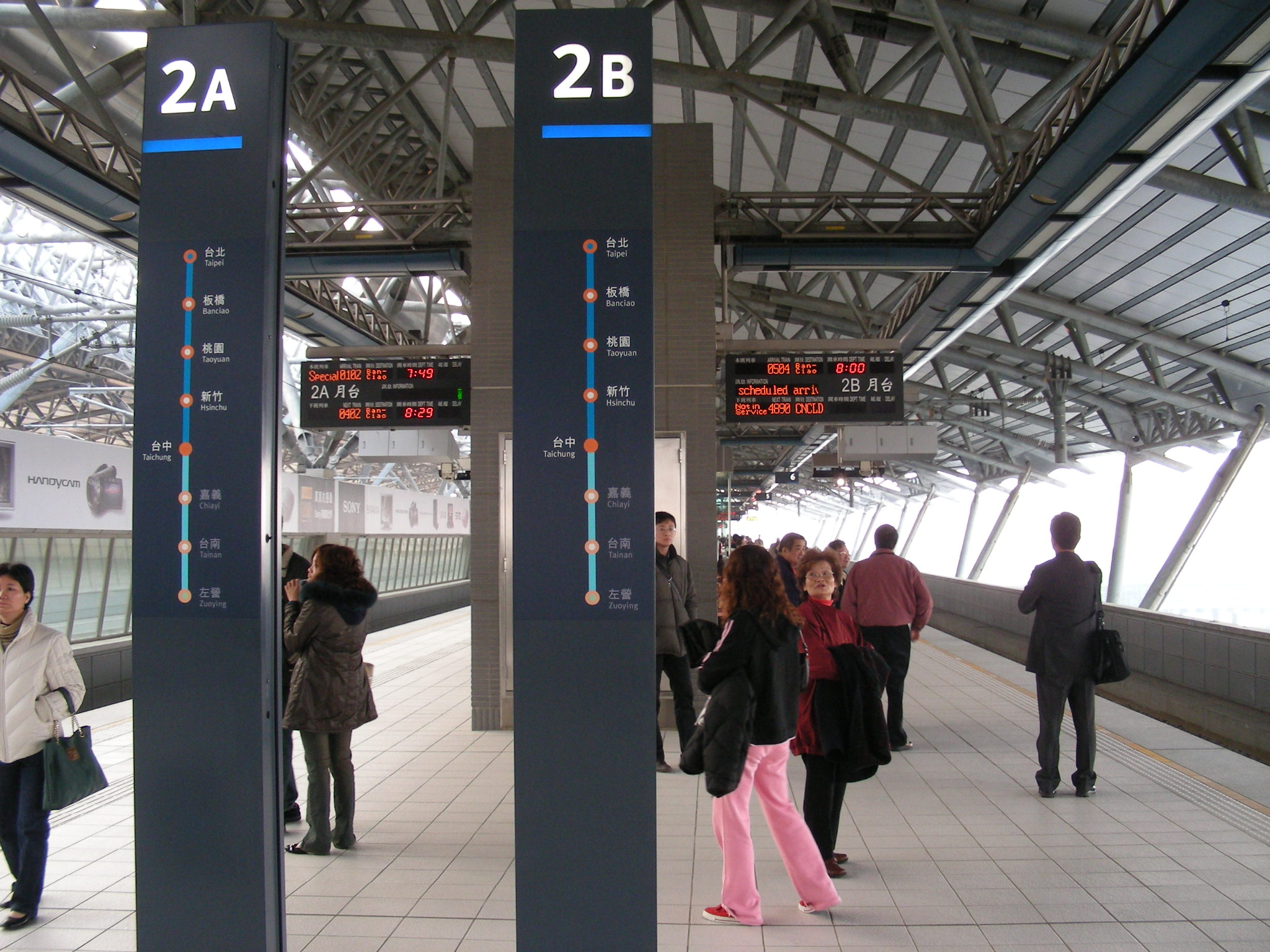
Binario a nord della THSR stazione di Taichung.
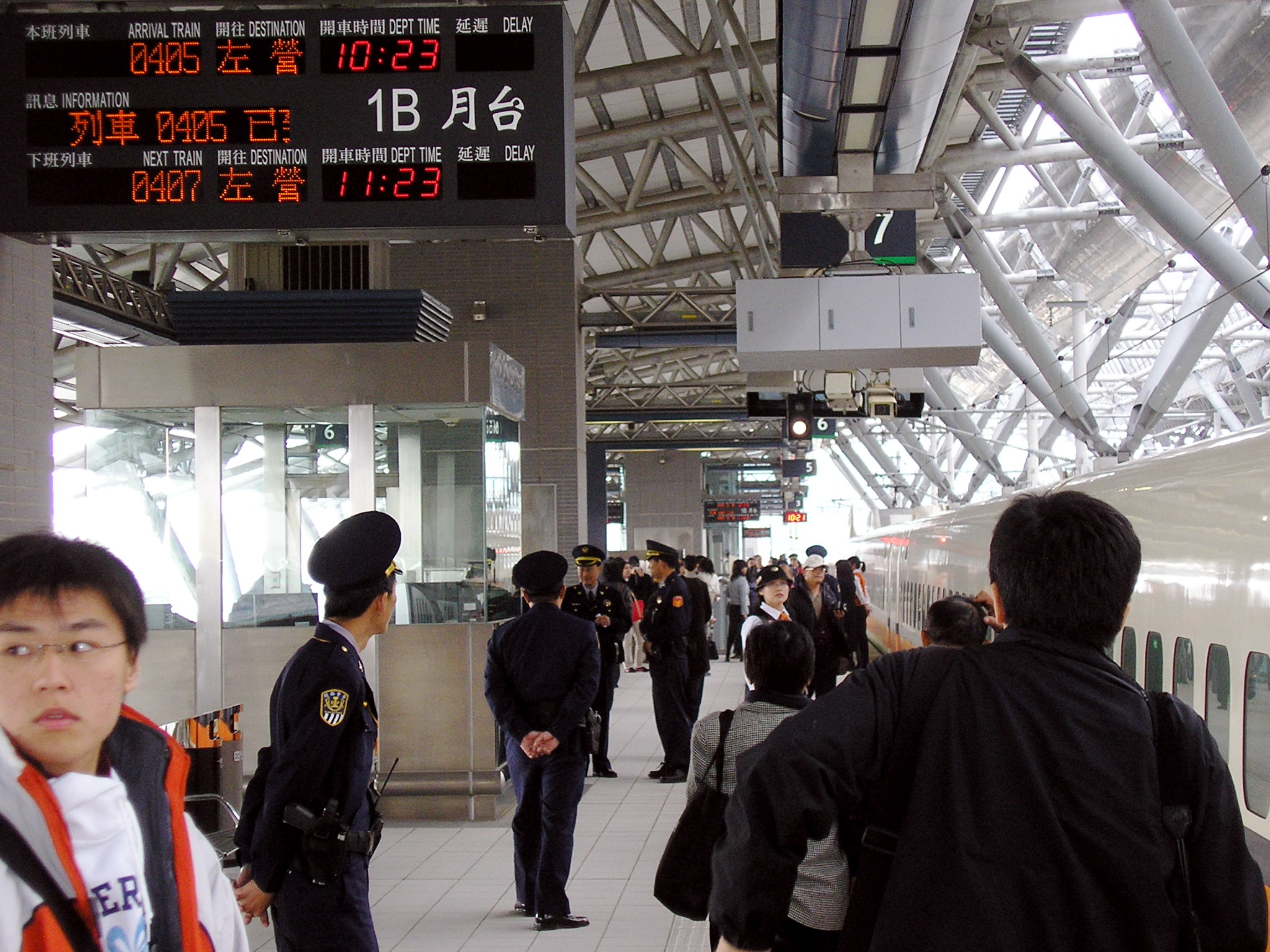
Binario a sud della THSR stazione di Taichung.

## Nella cultura di massa
- Il THSR è stato al centro dell'attenzione durante la dodicesima stagione del reality show della CBS The Amazing Race.
- Un simulatore ufficiale del Taiwan High Speed Rail, chiamato Railfan: Taiwan High Speed Rail fu sviluppato da una compagnia di Taiwan di nome Actainment e prodotto dalla giapponese Ongakukan (specialista nel settore della simulazione ferroviaria) nel 2007. Il software fu distribuito per la console PlayStation 3 in Asia (Hong Kong, Taiwan e Singapore) e successivamente in Giappone all'interno della famosa serie di simulazione Train Simulator series.